# رشيقة الريدى
رشيقة أحمد فتحي الريدي أستاذة علم المناعة بقسم الحيوان في كلية العلوم جامعة القاهرة، توصلت لدواء مصري جديد لعلاج مرض البلهارسيا بدون آثار جانبية تقريباً حيث يعتبر مكملًا غذائياً بالذات للأطفال الذين يعانون من فقر الدم بسبب البلهارسيا حيث تم تجربته بنسبة نجاح تبلغ %70 علي أطفال مصريين بموافقة من وزارة الصحة المصرية.
في أكتوبر 2009، فازت البروفيسور رشيقة الريدي بجائزة لوريال اليونسكو في مجال العلوم لعام 2010 ضمن خمس نساء متفوقات في قارات العالم. وقالت هيئة التحكيم للجائزة في بيان إن فوزها عن مجموعة أفريقيا والبلدان العربية جاء بناء على إسهامها في تطوير لقاح للقضاء على دورة البلهارسيا وهو مرض مداري يصيب أكثر من 200 مليون نسمة في العالم.
أطلقت مجلة “استثمارات” الإماراتية، قائمتها الأولى، لأفضل نساء العرب الأكثر إنجازاً في خدمة مجتمعاتهن لعام 2016، وذلك بمناسبة يوم المرأة العالمي، حيث جاءت رشيقة الريدي في قائمة مصر بوصفها صاحبة أول ابتكار نسائي عالمي ينهي معاناة مرضى البلهارسيا.

## الوظائف التي شغلتها[5]
- أستاذة علم المناعة، قسم علم الحيوان، كلية العلوم، جامعة القاهرة، 1986 حتى الآن
- مديرة أبحاث البلهارسيا، مركز البحوث الطبية الحيوية، المنظمة المصرية للمصل واللقاح، 1990-2000
- عالمة زائرة، قسم الأمراض المعدية، كلية هارفرد للصحة العامة، الولايات المتحدة الأمريكية، 1995
- أستاذة مساعدة في علم المناعة، قسم علم الحيوان، كلية العلوم، جامعة القاهرة، 1981-1986
- محاضرة في علم المناعة، قسم علم الحيوان، كلية العلوم، جامعة القاهرة، 1976-1981

## الجوائز التقديرية[5]
- وسام الاستحقاق في العلوم والتكنولوجيا، مصر، 2010
- جائزة لوريال واليونسكو للمرأة في العلوم، 2010
- جائزة جامعة القاهرة التقديرية في العلوم التطبيقية، 2002
- جائزة التميز في العلوم والتكنولوجيا، مصر، 2002